# 598 (szám)
Az 598 (római számmal: DXCVIII) egy természetes szám, szfenikus szám, a 2, a 13 és a 23 szorzata.

## A szám a matematikában
A tízes számrendszerbeli 598-as a kettes számrendszerben 1001010110, a nyolcas számrendszerben 1126, a tizenhatos számrendszerben 256 alakban írható fel.
Az 598 páros szám, összetett szám, azon belül szfenikus szám, kanonikus alakban a 21 · 131 · 231 szorzattal, normálalakban az 5,98 · 102 szorzattal írható fel. Nyolc osztója van a természetes számok halmazán, ezek növekvő sorrendben: 1, 2, 13, 23, 26, 46, 299 és 598.
Az 598 négyzete 357 604, köbe 213 847 192, négyzetgyöke 24,45404, köbgyöke 8,42494, reciproka 0,0016722. Az 598 egység sugarú kör kerülete 3757,34481 egység, területe 1 123 446,099 területegység; az 598 egység sugarú gömb térfogata 895 761 023,2 térfogategység.